# Salsa rolla
La salsa rolla és una salsa de pescadors provençal a l'estil mediterrani, amb oli d'oliva, condiments i, per ajudar a lligar-la, rovell d'ou; que s'associa sobretot a la bullabessa. A aquesta salsa se li va afegir, després, patata trinxada. De vegades acompanya els mariscs escaldats però, al contrari que passa amb les salses similars a la gastronomia dels Països Catalans, la rolla a Occitània es prefereix a la sopa que al peix bullit.
Aquesta salsa recorda en el seu aspecte i composició a algunes salses catalanes i valencianes de color taronja típiques de pescadors, com ara la salsa balandra, la salvitxada, el xató, etc. tot i que aquestes no porten mai patata i en canvi sí que tenen fruits secs, típicament ametlla, avellana, o de vegades pinyons

## Etimologia
El substantiu rolha, en occità és equivalent al català rovell, un mot que pot significar òxid -de ferro, per exemple- però que per a la salsa es refereix a la part de l'ou amb què està feta. El nom en francès és rouille, que vol dir òxid, és una mala traducció que alguns diuen que vindria justificat pel color ataronjat de la salsa.